# Universidade do Texas
A Universidade do Texas (em inglês: University of Texas System, lit. "Sistema da Universidade do Texas") é uma instituição de educação superior pública do Estado americano do Texas, abrangendo oito universidades e seis faculdades médicas localizadas em diversas cidades do Estado. A sede da instituição está localizada em Austin. A Universidade do Texas é uma dos maiores e mais respeitadas do país, e a Universidade do Texas em Austin em particular consta entre as instituições públicas de ensino superior de maior prestígio nos Estados Unidos, tendo vários nobelistas em seu corpo docente e inúmeros ex-alunos notáveis.